# Lokomotive Kaliningrad
Der VK Lokomotive Kaliningrad (женский волейбольный клуб Локомотив Калининградская область) ist ein russischer Frauen-Volleyballverein aus Kaliningrad, der 2018 gegründet wurde. Hauptsponsor des Vereins ist die russische Staatseisenbahn RSchD.

## Geschichte
Zwischen 2006 und 2009 war Kaliningrad durch Dynamo-Jantar Kaliningrad in der Superliga vertreten, das aus der Oblast Moskau stammte und während dieser Zeit seinen offiziellen Sitz in Kaliningrad hatte. Während dieser drei Jahre bestritt die Mannschaft kein einziges Spiel in Kaliningrad und zog 2009 auch offiziell nach Moskau.

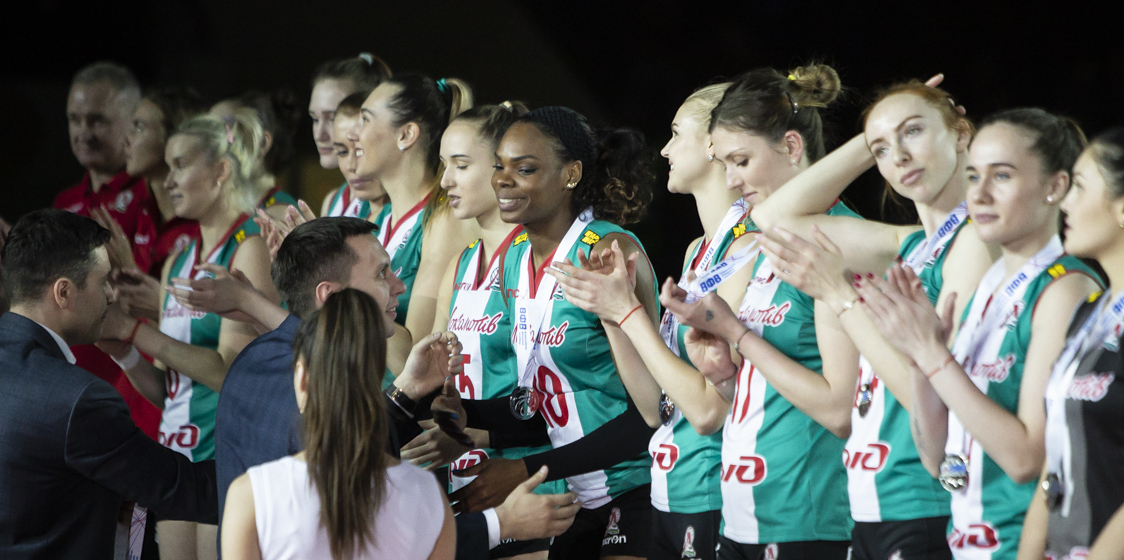
Russische Vizemeisterschaft, April 2019

Am 9. April 2018 wurde auf einer Pressekonferenz von Vertretern des Oblast Kaliningrad, des russischen Volleyballverbandes (VFV) und des VK Lokomotive Nowosibirsk (Männer-Volleyballverein) bekannt gegeben, dass ein neuer Frauen-Volleyballverein unter dem Namen Lokomotive Region Kaliningradskaja Oblast gegründet wurde. Der frühere Trainer der russischen Männer-Nationalmannschaft, Andrei Woronkow, wurde zum Cheftrainer der Frauenmannschaft ernannt. Durch Entscheidung des VFV wurde die neue Mannschaft zur Saison 2018/19 in die höchste Spielklasse, die Superliga, aufgenommen.
Die Debütsaison des Frauenteams war erfolgreich. Nachdem die Kaliningrader Volleyballspielerinnen in der Vorrunde der russischen Meisterschaft den zweiten Platz belegt hatten, erreichten sie das Meisterschaftsfinale, in dem sie gegen Dynamo Moskau verloren. Am 16. November 2019 gewann Lokomotive seinen ersten Titel, es Dynamo Moskau im Spiel um den Superpokal mit 3:0 besiegte. Im Jahr 2021 wurde das Kaliningrader Team zum ersten Mal russischer Meister, als es erneut Dynamo Moskau im Finale mit 3:2 besiegte.

## Erfolge
- Russischer Meister 2021
- Russischer Vizemeister 2019
- Russischer Superpokal 2019

### Mannschaft
Der Kader für die Saison 2020/21 bestand aus folgenden Spielerinnen:
| Name                   | Nr. | Nation      | Größe  | Geburtsdatum  | Position |
| ---------------------- | --- | ----------- | ------ | ------------- | -------- |
| Tatjana Jurinskaja     | 1   | Russland    | 1,84 m | 25. Feb. 1996 | AA       |
| Wiktorija Gorbatschewa | 4   | Russland    | 1,74 m | 2. Apr. 1995  | L        |
| Anastassija Stalnaja   | 5   | Russland    | 1,90 m | 6. Jan. 1998  | D        |
| Walerija Zaizewa       | 7   | Russland    | 1,87 m | 24. März 1995 | MB       |
| Irina Woronkowa        | 8   | Russland    | 1,90 m | 20. Okt. 1995 | AA       |
| Alla Galkina           | 9   | Russland    | 1,78 m | 15. Apr. 1992 | L        |
| Jekaterina Jewdokimowa | 10  | Russland    | 1,89 m | 10. Sep. 1994 | MB       |
| Darja Ryssewa          | 2   | Russland    | 1,75 m | 5. März 1998  | Z        |
| Margarita Kourilo      | 13  | Russland    | 1,85 m | 21. Juni 1993 | AA       |
| Laura Dijkema          | 14  | Niederlande | 1,84 m | 18. Feb. 1990 | Z        |
| Marija Worobjowa       | 16  | Russland    | 1,87 m | 24. Feb. 1998 | AA       |
| Julija Podskalnaja     | 18  | Russland    | 1,90 m | 18. Apr. 1989 | MB       |
| Anna Melnikowa         | 23  | Russland    | 1,93 m | 13. März 1995 | MB       |
| Louisa Lippmann        | 11  | Deutschland | 1,91 m | 23. Sep. 1991 | D        |

Positionen: AA = Annahme/Außen, D = Diagonal, L = Libero, MB = Mittelblock, Z = Zuspiel

## Bekannte (ehemalige) Spielerinnen
- Tatjana Koschelewa
- Bianka Buša
- Bojana Drča
- Irina Woronkowa
- Louisa Lippmann
- Laura Dijkema